# Vida media
La vida media es el promedio de vida de un núcleo o de una partícula subatómica libre antes de desintegrarse. Se representa con la letra griega {\displaystyle \tau } (Tau). La desintegración de partículas es un proceso probabilístico (en concreto sigue la ley de Poisson) por lo que esto no significa que un determinado núcleo vaya a tardar exactamente ese tiempo en desintegrarse. La vida media no debe confundirse con el periodo de semidesintegración, semiperiodo, vida mitad o semivida: son conceptos relacionados, pero diferentes. En particular el periodo de semidesintegración se aplica solamente a sustancias radiactivas y no a partículas libres como se dice.
Se ha comprobado que los isótopos de los elementos radiactivos presentan distintos grados de inestabilidad en el tiempo debido a que cada isótopo decae o se transforma en otros siguiendo una serie radioactiva particular. Para referirnos a la velocidad con que ocurren las desintegraciones nucleares utilizamos el concepto de vida media.

## Cálculo deτ{\displaystyle \tau }
Notación: En lo que sigue, átomos significa átomos de un isótopo radiactivo determinado.
- {\displaystyle \tau } es el tiempo promedio de la muestra.
- {\displaystyle N(t)} es el número de átomos en la muestra en el instante de tiempo t.
- {\displaystyle N_{0}} es el número inicial (cuando t = 0) de átomos en la muestra.
- {\displaystyle \lambda } es la constante de desintegración.

Durante un intervalo de tiempo dt, el número de átomos que desaparece de la muestra dN es igual a la variación de población de la muestra (nótese el signo negativo que significa incremento negativo o decrecimiento):
{\displaystyle -dN=N(t)\cdot \;\lambda \cdot \;dt\,}
La solución de esta ecuación diferencial nos da la variación exponencial de la población de átomos radiactivos con el tiempo:
{\displaystyle N(t)=N_{0}e^{-\lambda t}\,}
El tiempo promedio {\displaystyle \tau }, es decir, la duración promedio de un átomo radiactivo en la muestra resulta de la evaluación siguiente:
{\displaystyle \tau ={\frac {1}{N_{0}}}\int _{0}^{\infty }t\,dN=-\int _{0}^{\infty }\lambda \,t\,e^{-\lambda t}\,dt={\frac {1}{\lambda }}}

## Relación entre la vida media y el periodo de semidesintegración
El tiempo promedio o vida media ({\displaystyle \tau }) es igual a la inversa de la constante de desintegración ({\displaystyle \lambda }).
Así, resulta también que {\displaystyle \tau } es igual al tiempo necesario para que el número de átomos se reduzca en un factor e; y se relaciona con el periodo de semidesintegración, vida mitad, hemivida o semivida, según la siguiente fórmula:
{\displaystyle t_{1/2}=\tau \cdot \ln 2}

## Semiperíodo
Semiperíodo da lugar a confusión. Por ejemplo, en la descripción de los aceleradores de partículas se dice:
- El campo magnético se ajusta de modo que el tiempo que se necesita para recorrer la trayectoria semicircular dentro del electrodo sea igual al semiperiodo de las oscilaciones. En consecuencia, cuando los iones vuelven a la región intermedia, el campo eléctrico habrá invertido su sentido y los iones recibirán entonces un segundo aumento de la velocidad al pasar al interior de la otra 'D' .

- Acelerador de partículas cargadas. El ciclotrón - El campo magnético se ajusta de modo que el tiempo que se necesita para ... En consecuencia, cuando los iones vuelven a la región intermedia, el campo ....

- El ciclotrón...a las velocidades de los iones, el tiempo que se necesita para el recorrido...Podemos calcular el semiperiodo, teniendo en cuenta que el tiempo que le... nestorc/elecmagnet/ciclotron/ciclo.html (enlace roto disponible en Internet Archive; véase el historial, la primera versión y la última)..

- El campo magnético se ajusta de modo que el tiempo que se necesita para recorrer la trayectoria semicircular dentro del electrodo sea igual al semiperiodo de las oscilaciones Ciclotrón.